# Marchigüe
Marchigüe este un târg și comună din provincia Cardenal Caro, regiunea O'Higgins, Chile, cu o populație de 6.855 locuitori (2012) și o suprafață de 659,9 km2.